# Gran círculo

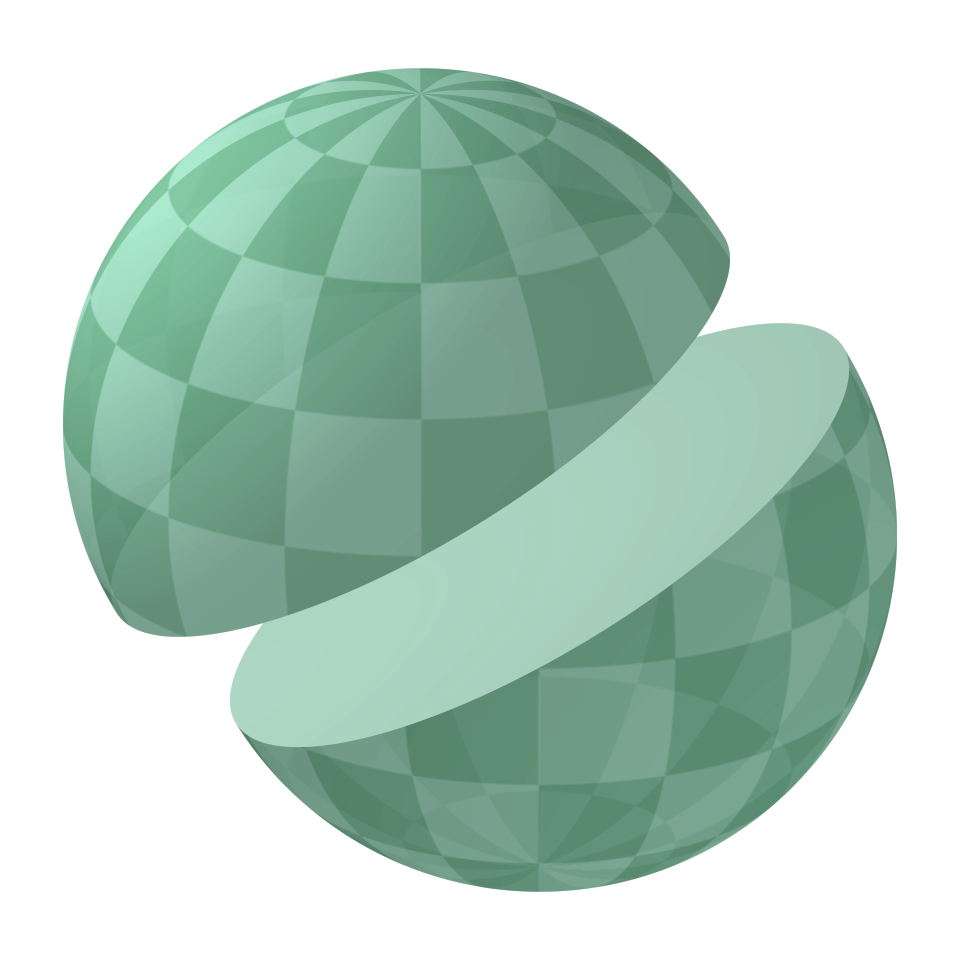
Un gran círculo divide la esfera en dos casquetes esféricos iguales llamados hemisferios.

El círculo máximo g (verde) se encuentra en un plano que pasa por el centro de la esfera O (negro). La línea perpendicular a (violeta) que pasa por el centro se llama eje de g, y sus dos intersecciones con la esfera, P y P' (rojo), son los polos de g. Cualquier círculo máximo s (azul) que pase por los polos es secundario a g.

El gran círculo, denominado también círculo mayor o círculo máximo, es el círculo resultante de una sección realizada a una esfera mediante un plano que pase por su centro y la divida en dos hemisferios; la sección circular obtenida tiene el mismo diámetro que la esfera.
La distancia más corta entre dos puntos de la superficie de una esfera siempre es el arco de círculo máximo que los une.
Todo arco de círculo máximo es una geodésica de la esfera, de modo que los círculos máximos de la geometría esférica son el análogo natural de las rectas del espacio euclídeo. Para cualquier par de puntos distintos no antropodales de la esfera, existe un único gran círculo que pasa por ambos. (Toda gran circunferencia que pasa por cualquier punto pasa también por su punto antípoda, por lo que hay infinitas grandes circunferencias que pasan por dos puntos antípodas). El más corto de los dos arcos ortodrómicos entre dos puntos distintos de la esfera se denomina arco menor, y es el camino superficial más corto entre ellos. Su longitud de arco es la distancia ortodrómica entre los puntos (la distancia intrínseca en una esfera), y es proporcional a la medida del ángulo central formado por los dos puntos y el centro de la esfera.
Como antónimo en oposición al gran círculo, en una esfera un círculo pequeño es su intersección con un plano que no contiene el centro de la esfera.

## Aplicaciones de círculos máximos

### Geometría riemanniana
En la geometría riemanniana este concepto sirve para ilustrar cómo hay espacios donde hay puntos (los antipodales) que admiten más de una geodésica contrastando lo que sucede en espacios euclídeos, en los que por dos puntos elegidos arbitrariamente solo pasa una única geodésica.

### Triángulos esféricos

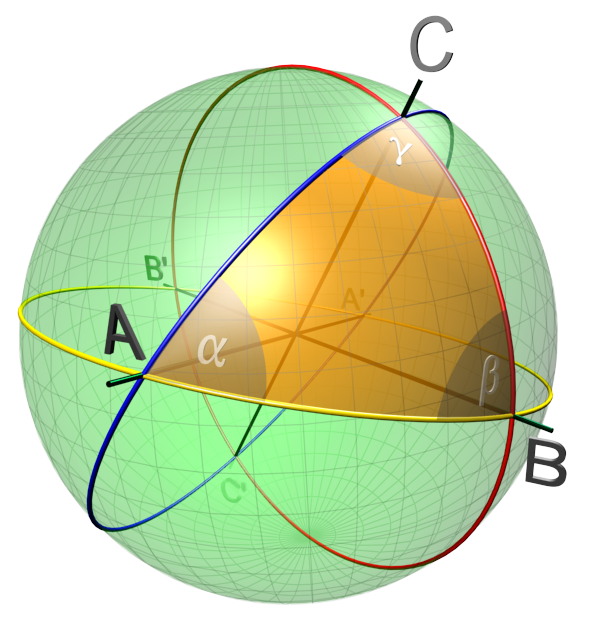
Aplicación de círculos máximos a un triángulo esférico ABC.

Si tres puntos de la superficie esférica son unidos por arcos de círculo máximo menores a 180°, la figura obtenida se denomina triángulo esférico. Los lados del polígono así formado se expresan por conveniencia como ángulos cuyo vértice es el centro de la esfera y no por su longitud. Este arco medido en radianes y multiplicado por el radio de la esfera es la longitud del arco. En un triángulo esférico los ángulos cumplen que: 180° < {\displaystyle \alpha \!} + {\displaystyle \beta \!} + {\displaystyle \gamma \!} < 540°

### Geografía y cartografía
En geografía y cartografía, los círculos máximos que pasan por los polos determinan las líneas de longitud (meridianos). En la latitud, en cambio, existe solo un círculo máximo: el ecuador terrestre. Las demás latitudes están determinadas por círculos menores paralelos al ecuador (paralelos).

La trayectoria del gran círculo de una ruta aérea (línea roja)
La trayectoria siguiendo una corriente en chorro (línea verde).

Los segmentos de grandes círculos son utilizados por barcos y aeronaves como rutas cuando las corrientes marinas y los vientos no tienen un efecto significativo. La duración del vuelo a menudo se puede estimar mediante un gran círculo entre dos aeropuertos. Al mismo tiempo, para las aeronaves que se mueven hacia el oeste entre continentes en el hemisferio norte , la ruta óptima se encuentra al norte del gran círculo, respectivamente, para el movimiento hacia el este, las rutas óptimas serán ligeramente hacia el sur.
Cuando las rutas aéreas o marítimas largas se muestran en un mapa plano (por ejemplo, en la proyección de Mercator), a menudo se ven torcidas. La ruta correspondiente al segmento recto en el mapa será más larga. El hecho es que en tales proyecciones, los círculos grandes no corresponden a líneas rectas. Las situaciones del mapa se muestran mejor en la proyección gnomónica, donde las líneas rectas son proyecciones de grandes círculos.

Cinco grandes círculos, 2 en negro, 2 en amarillo y uno en azul trazo continuo.

## Determinación de las trayectorias más cortas
Para demostrar que el arco menor de un círculo máximo es la trayectoria más corta que conecta dos puntos en la superficie de una esfera, se puede utilizar cálculo variacional a la misma.
Si se considera la clase de todas las trayectorias regulares desde un punto {\displaystyle p} hasta otro punto {\displaystyle q}. Se utilizan coordenadas esféricas de forma tal que {\displaystyle p} coincide con el polo norte. Toda curva sobre la esfera que no interseca alguno de los polos, excepto posiblemente los puntos finales, se puede parametrizar mediante
{\displaystyle \theta =\theta (t),\quad \phi =\phi (t),\quad a\leq t\leq b}
si se le permite a {\displaystyle \phi } que tome valores reales arbitrarios. La longitud de arco infinitesimal en estas coordenadas es 
{\displaystyle ds=r{\sqrt {\theta '^{2}+\phi '^{2}\operatorname {sen} ^{2}\theta }}\,dt.}
Por lo que la longitud de una curva {\displaystyle \gamma } desde {\displaystyle p} a {\displaystyle q} es un funcional de la curva dado por
{\displaystyle S[\gamma ]=r\int _{a}^{b}{\sqrt {\theta '^{2}+\phi '^{2}\operatorname {sen} ^{2}\theta }}\,dt.}
Según la ecuación de Euler–Lagrange, {\displaystyle S[\gamma ]} es mínimo si y solo si
{\displaystyle {\frac {\operatorname {sen} ^{2}\theta \phi '}{\sqrt {\theta '^{2}+\phi '^{2}\operatorname {sen} ^{2}\theta }}}=C},
donde {\displaystyle C} es una constante independiente de {\displaystyle t}, y
{\displaystyle {\frac {\operatorname {sen} \theta \cos \theta \phi '^{2}}{\sqrt {\theta '^{2}+\phi '^{2}\operatorname {sen} ^{2}\theta }}}={\frac {d}{dt}}{\frac {\theta '}{\sqrt {\theta '^{2}+\phi '^{2}\operatorname {sen} ^{2}\theta }}}.}
De la primera de estas dos ecuaciones, se obtiene que
{\displaystyle \phi '={\frac {C\theta '}{\operatorname {sen} \theta {\sqrt {\operatorname {sen} ^{2}\theta -C^{2}}}}}}.
Integrando ambos miembros y considerando la condición de contorno, la solución real de {\displaystyle C} es cero. Por lo tanto, {\displaystyle \phi '=0} y {\displaystyle \theta } pueden tomar cualquier valor entre 0 y {\displaystyle \theta _{0}}, lo que indica que la curva debe encontrarse sobre un meridiano de la esfera. En coordenadas cartesianas, se expresa como 
{\displaystyle x\operatorname {sen} \phi _{0}-y\cos \phi _{0}=0}
que es el plano que pasa por el origen, o sea el centro de la esfera.

## Usos
Algunos ejemplos de grandes círculos en la esfera celeste incluyen el horizonte celeste, el ecuador celeste y la eclíptica. Los círculos máximos también se utilizan como aproximaciones bastante precisas de las geodésicas en la superficie de la Tierra para la navegación aérea o marítima (aunque la Tierra no es una esfera perfecta), así como en los cuerpos celestes esferoidales.
El ecuador de la Tierra idealizada es un gran círculo y cualquier meridiano y su meridiano opuesto forman un gran círculo. Otro gran círculo es el que divide los hemisferios terrestre y acuático. Un círculo máximo divide la tierra en dos hemisferios y si un círculo máximo pasa por un punto, debe pasar por su punto antípoda.
La transformada de Funk integra una función a lo largo de todos los grandes círculos de la esfera.
Para la mayoría de pares de puntos distintos en la superficie de la esfera, existe un gran círculo único entre ambos puntos. Una excepción es el par de puntos antípodas, para los cuales existen infinitos grandes círculos. Un pequeño arco de círculo grande entre dos puntos es el camino superficial más corto entre ellos. En este sentido, el arco pequeño es análogo a las "líneas rectas" de la geometría euclídea. La longitud del arco menor del gran círculo se toma como la distancia entre dos puntos de la superficie de la esfera en la geometría riemanniana donde estos grandes círculos se llaman círculos riemannianos. Estos grandes círculos son las geodésicas de la esfera.
Un disco delimitado por un gran círculo se llama gran disco es la intersección de una bola y un plano que pasa por su centro. En dimensiones superiores, los grandes círculos de la esfera cortan la esfera y los 2 planos que pasan por el origen de coordenadas en el espacio euclídeo.